# Titulcia
Titulcia – miasto i gmina, w komarce Las Vegas, we wspólnocie autonomicznej Madrytu w centralnej Hiszpanii. Miasto położone jest ok. 35 km od stolicy kraju – Madrytu. Ma 1045 mieszkańców i zajmuje obszar 9,9 km². Miasto jest położone w pobliżu zbiegu rzek Tajuña i Jarama.
Współczesna obecnie istniejąca nazwa miasta została zmieniona przez Ferdynanda VII w 1814 r. Historycznie począwszy od XII wieku do początku XIX wieku miasto nosiło nazwę "Bayona de Tajuña".

## Miejsca i zabytki
- Kościół św. Marii Magdaleny z XVI wieku z charakterystycznymi malowidłami wewnątrz.
- Cueva de la Luna (Księżycowa Jaskinia) – jaskinia związana z zakonem templariuszy; istnieją niepotwierdzone teorie, iż wewnątrz w przeszłości dochodziło tu do zjawisk paranormalnych.
- Parque Regional del Sureste – park częściowo znajdujący się w obrębie gminy Titulcia.

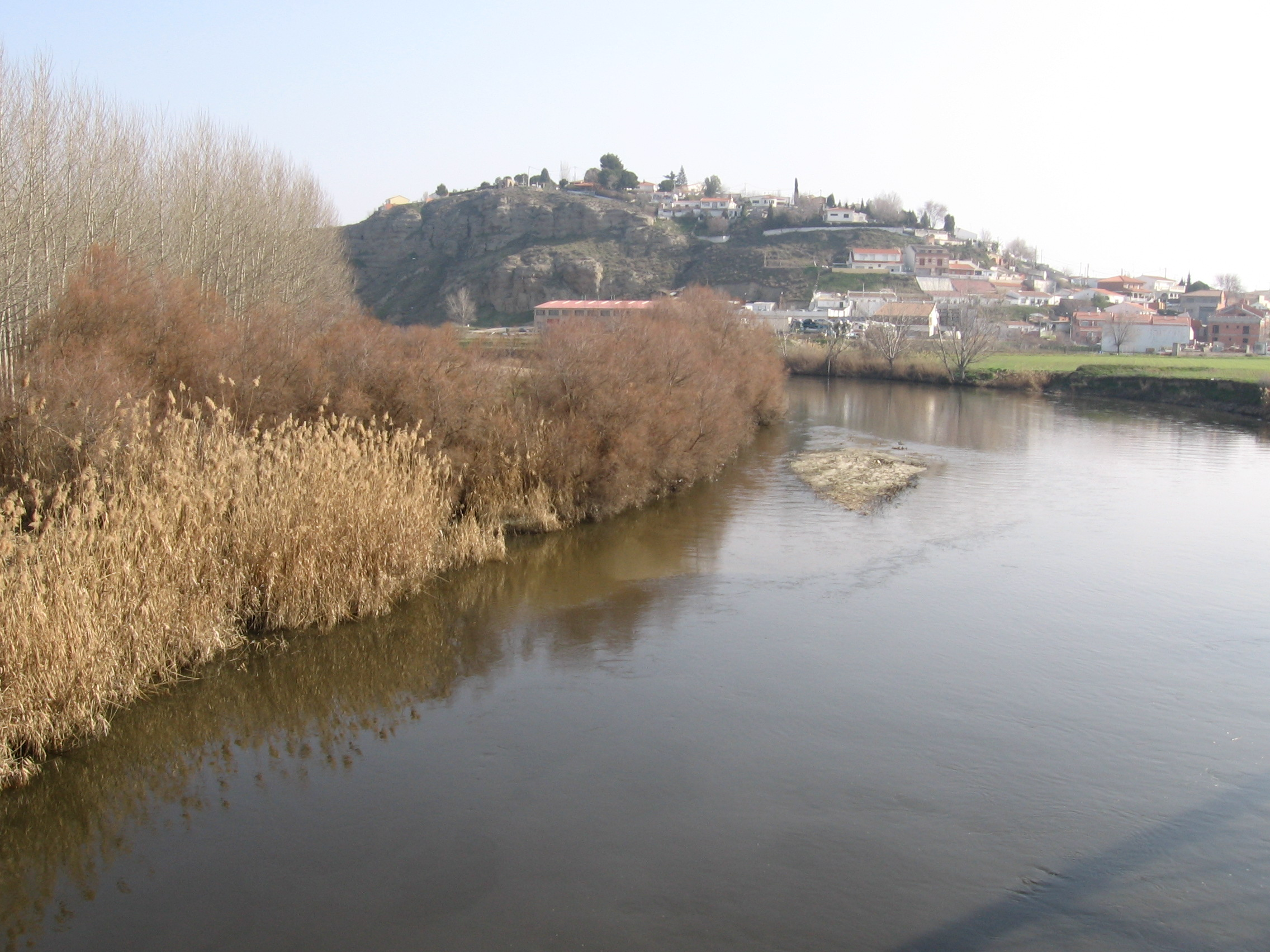
Widok na miasto z mostu nad rzeką Jarama